# Anegundi, Gangawati
Anegundi là một làng thuộc tehsil Gangawati, huyện Koppal, bang Karnataka, Ấn Độ.